# Acide glutaconique
L’acide glutaconique est un composé chimique de formule HOOC–CH2–CH=CH–COOH. C'est un acide dicarboxylique à cinq atomes de carbone présentant une double liaison et donc deux diastéréoisomères cis et trans, soit respectivement les configurations Z et E.
L'acide glutaconique est structurellement proche de l'acide glutarique HOOC–CH2–CH2–CH2–COOH, qui en est l'équivalent saturé.
L'acide cis-glutaconique a une température de fusion de 130-132 °C, sensiblement inférieure à celle de l'isomère trans. On peut le produire par bromation de l'acide lévulinique HOOC–CH2–CH2–CO–CH3 suivie d'un traitement de la dibromocétone par le carbonate de calcium CaCO3.
La forme trans est biologiquement active, sa forme activée étant la glutaconyl-CoA. Elle est métaboliquement liée à l'acide glutarique et à l'acide 3-hydroxyglutarique. Son accumulation dans l'acidurie glutarique de type 1 provoque des lésions principalement cérébrales.
L'anhydride glutaconique, résultant de la déshydratation des carboxyles, existe en solution essentiellement sous forme du tautomère dicarbonyle. Il s'agit d'un solide incolore fondant à 77-82 °C. Il peut être produit à partir aussi bien de la forme cis que de la forme trans de l'acide glutaconique, cette dernière s'isomérisant dans les conditions de la réaction.